# Goya (album)
Goya – debiutancki album zespołu Goya z roku 1998.

## Lista utworów
1. Śpij i śnij (3:06)
2. O dźwiękach (3:37)
3. Drugie słońce (3:10)
4. Niespodzianka (3:45)
5. Bo ya (3:53)
6. Jedna z wielu gwiazd (3:25)
7. W kieszeni (3:33)
8. Sadzawka (3:57)
9. Podglądacz (3:23)
10. Mój duch (2:41)
11. Ulice szarlatanów (3:49)
12. Kupię sobie dom (4:37)